# Anemone sylvestris

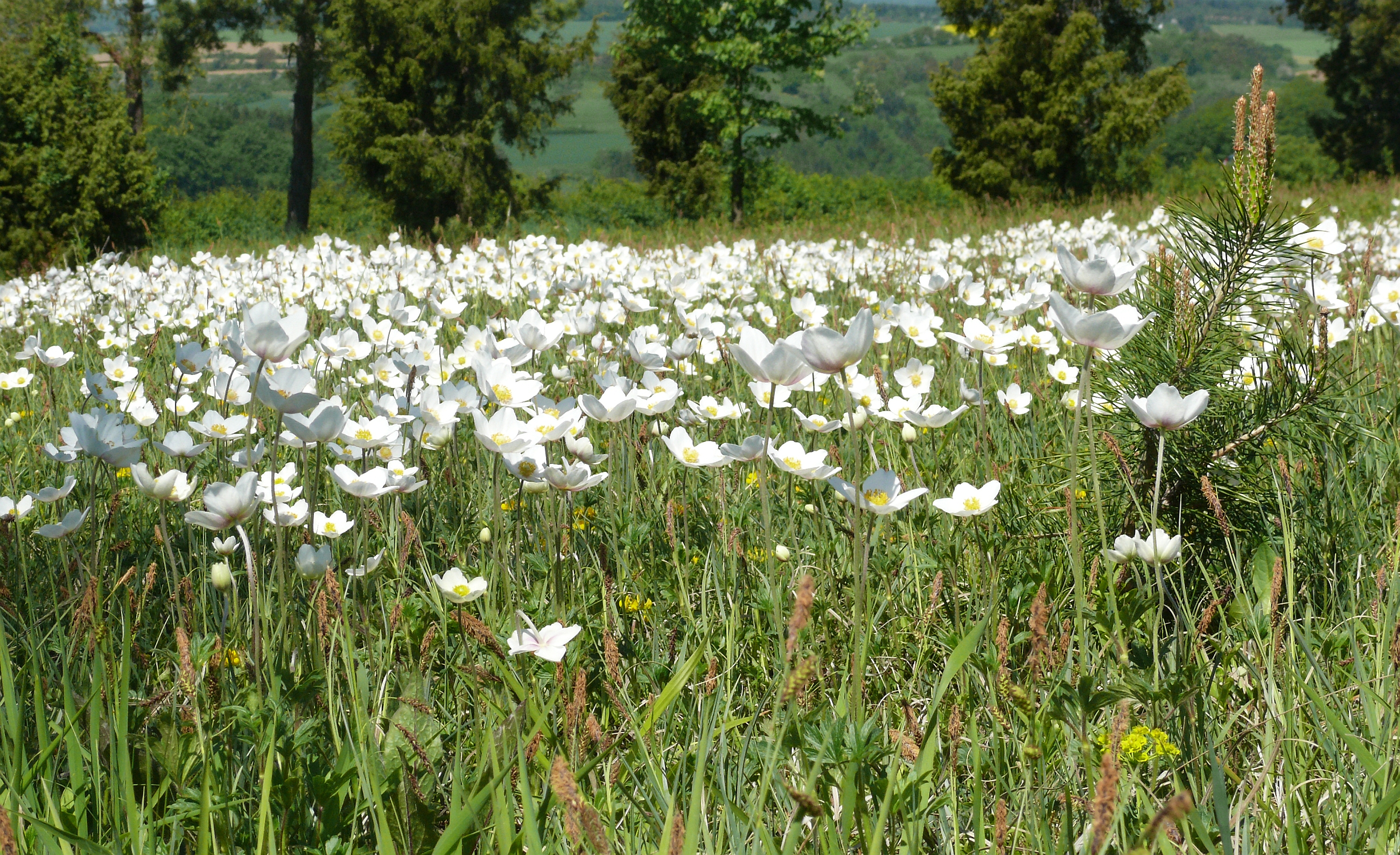
Densa colonia de Anemone sylvestris

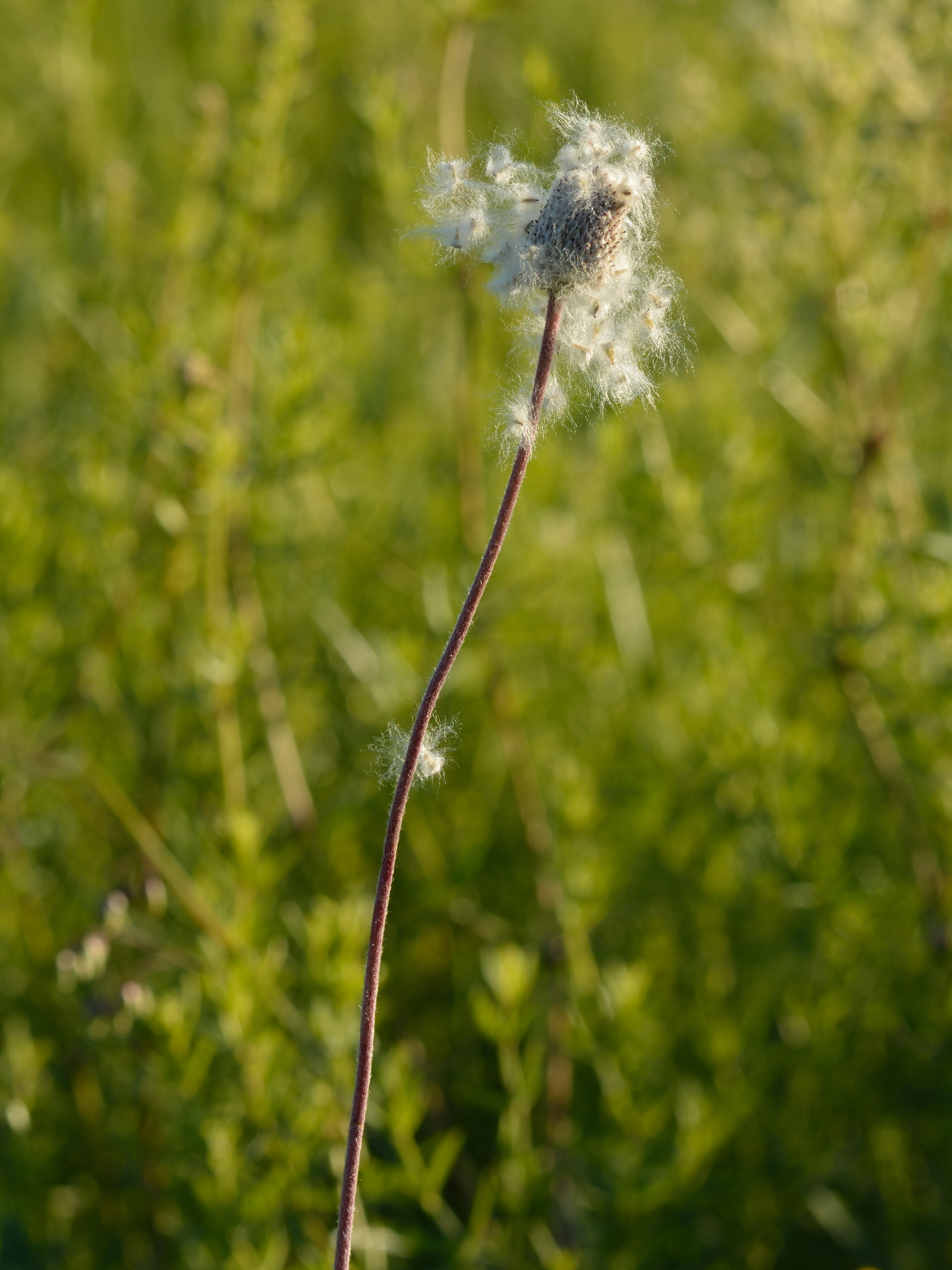
Semillas

La anémona copo de nieve, Anemone sylvestris, es una planta herbácea de la familia de las ranunculáceas. Es nativa de Europa central y oriental.

## Descripción
Es una planta herbácea que alcanza un tamaño de 15 a 50 cm de altura. El rizoma tiene yemas adventicias y produce estolones. Tiene de dos a seis hojas velludas, pecioladas. Las hojas basales, con los márgenes profundamente dentados. Las hojas del tallo son foliolos de peciolo corto, formando una involucro más bien distante de la flor. La hoja es idéntica a la de las hojas basales, pero más pequeñas. Cada planta produce una sola flor, de color rosa blanco en el interior y violeta-púrpura o amarillento en la parte inferior, cerca del tallo. Los frutos son aquenios lanos, formando una masa algodonosa densa. Estos son transportados por las hormigas que aseguran su dispersión.

## Taxonomía
Anemone sylvestris, fue descrita por Carlos Linneo y publicado en Species Plantarum 1: 540, en el año 1753.
Citología
El número de cromosomas es de : 2n = 16, 32.
Etimología
El nombre del género Anemone viene del griego ἄνεμος (anemos, que significa viento), por una antigua leyenda que dice que las flores sólo se abren cuando sopla el viento.
sylvestris: epíteto latíno que significa "que crece en los bosques, silvestre".
Sinonimia
- Anemone alba Juss.
- Anemone arispia Gilib.
- Anemone pratensis Pall. ex Pritz.
- Anemone sordida Schur
- Anemonoides sylvestris (L.) Galasso, Banfi & Soldano
- Oriba sylvestris Opiz[3]